# Llegat (successions)
El llegat és una forma de succeir mortis causa a títol singular en béns i drets d'una persona. Pot llegar qualsevol persona que tingui capacitat per testar i, pot acceptar el llegat, tothom que tingui capacitat per acceptar una herència per testament. Pot ésser objecte de llegat allò que pugui atribuir al legatari un benefici patrimonial i cal també que aquest objecte sigui determinat o, si escau, determinable. És regulat als articles 427-1 i següents del Codi Civil de Catalunya.